# معبد تيان هو قونغ
معبد تيان هو قونغ أو ما يُعرف أيضًا باسم "تيان هو أو تيان هو قونغ" أو معبد الإمبراطورة السماوية، وهو معبد صيني يقع في جالان باليك بوكيت، وتحديداً في شمال الحي الصيني في كوالا تيرينجانو، تيرينجانو، ماليزيا.

## تاريخه
تم إنشاء المعبد من قبل المستوطنين الهاينانيين الأوائل في هيكل صغير لعبادة إلههم البحري شوي وي شنغ نيانغ والذي يقال أنه تم العثورعليه في حطام سفينة غرقت في تيرينجانو. بصرف النظر عن معبد آخر في المستوطنة الصينية، كان المعبد بمثابة نقطة محورية لصياديهم وعائلاتهم الذين عاشوا على طول ضفاف نهر تيرينجانو. كما أصبح المعبد أيضًا رائدأً لجمعية هاينان (Qiongzhou Huiguan). وتم تشييد مبنى المعبد في عام 1895 لكل من المصلين والجمعية، وشُيد معظم هيكله بمواد تم جلبها من الصين. وتم الإنتهاء من أعمال البناء بعد عام.
في عام 2003، كانت حكومة ولاية تيرينجانو على وشك الإستحواذ على أرض المعبد تحت إدارة الحزب الإسلامي الماليزي لمشروع تجميل الواجهة البحرية، ولكن تم التراجع عن ذلك بعد احتجاج كبير من السكان المحليين.

## سماته
يضم المعبد ثلاثة مذابح في قاعته الرئيسية، مع لوحتين تذكاريتين للأجداد القدماء مخصصتين للأرواح الهائمة، و108 من القرويين الشجعان الذين فقدوا حياتهم أثناء الحرب منذ زمن بعيد. تحتل تماثيل مازو وشوي وي شينغ نيانغ المذبح المركزي بينما تقع تماثيل غوان يو وفودي تشنغشين في اليمين.